# مضيق

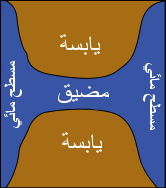
رسم توضيحي لمضيق

المضيق أو البوغاز قناة مائية تصل مسطحين مائيين كبيرين ببعضهما وبالتالي فإنها تقع بين مساحتين كبيرتين من اليابسة. مصطلحات مضيق وممر مائي وقناة تستخدم كمرادفات قابلة للتبادل. أغلب المضائق تكون ذات أهمية اقتصادية إذ أنها تكون المنفذ والممر الوحيد لجميع الطرق البحرية المتجهة إلى مكان ما. العديد من الحروب قامت بسبب النزاع على المضائق والقنوات.

## مصطلحات
يمكن أن تكون المصطلحات قناة، ممر أو معبر، مرادفة واستخدامها بالتبادل مع المضيق، على الرغم من أن كل منهما يتم التمييز في بعض الأحيان مع مدلولات مختلفة. في اسكتلندا، تستخدم الفرث أو الكايل أحيانًا كمرادفات للمضيق.
العديد من المضائق مهمة اقتصاديًا. يمكن أن تكون المضيق طرق شحن مهمة وقد خاضت الحروب للسيطرة عليها. تم إنشاء قنوات اصطناعية عديدة، تسمى القنوات، لتوصيل جسدين من المياه فوق الأرض، مثل قناة السويس . على الرغم من أن الأنهار والقنوات غالباً ما توفر ممرًا بين بحيرتين كبيرتين أو بحيرة وبحراً، ويبدو أنها تناسب التعريف الرسمي للمضيق، إلا أنه لا يشار إليها عادةً على هذا النحو. عادةً ما يكون مصطلح المضيق محجوزًا لميزات أكبر بكثير للبيئة البحرية . هناك استثناءات، حيث يتم تسمية مضيق بقناة، قناة بيرس، على سبيل المثال.

## مقارنات
المضيق هي عكس البرزخ . أي أنه على الرغم من أن المضيق يقع بين كتلتين أرضيتين ويربط جسدين أكبر من الماء، فإن البرزخ يقع بين جسدين من الماء ويربط بين كتلتين أرضيتين أكبر.
بعض المضائق لديها القدرة على توليد طاقة المد والجزر باستخدام توربينات تيار المد والجزر. المد والجزر أكثر قابلية للتنبؤ من طاقة الأمواج أو طاقة الرياح . قد تكون بنتلاند فيرث (المضيق) قادرة على توليد 10 جيغاواط. قد يكون المضيق في نيوزيلندا قادرًا على توليد 1.21 جيغاواط  على الرغم من أن إجمالي الطاقة المتاحة في التدفق هي 15 جيغاواط.

## مَضائِقُ شهيرة
- مضيق جبل طارق الذي يفصل أوروبا عن أفريقيا والذي يقع بين البحر الأبيض المتوسط والمحيط الأطلسي؛
- مضيق دوفر، الذي يمثل الحدود بين القناة وبحر الشمال ويفصل بين المملكة المتحدة (دوفر تاون) في فرنسا (مدينة كاليه)؛
- مضيق بيرنغ الذي يفصل آسيا عن أمريكا ويربط بحر بيرنغ (الجزء الشمالي من المحيط الهادئ ) مع المحيط المتجمد الشمالي؛
- مضيق أوترانتو، التي تربط البحر الأدرياتيكي مع البحر الأيوني؛
- مضيق ميسينة، بين صقلية وبقية إيطاليا
- مضيق البوسفور، الذي يفصل أوروبا عن آسيا ويربط البحر الأسود ببحر مرمرة بالقرب من البحر الأبيض المتوسط (بالقرب من اسطنبول في تركيا )؛
- مضيق الدردنيل، الذي يربط بحر إيجة ببحر مرمرة، وأحد مسارح عمليات الحرب العالمية الأولى؛ مضيق ملقا، بين شبه جزيرة الملايو وإندونيسيا، والذي يلعب دوراً رئيسياً في حركة المرور العالمية التي تسمح للسفن الكبيرة بربط أوروبا والشرق الأوسط بشرق آسيا، في ما مضى عبر قناة السويس والبحر الأحمر، يضاعف رأس غاردفوي، ويعبر جزر المالديف، ويتجنب سريلانكا من الجنوب لاستخدام مضيق ملقا للوصول إلى بحر الصين الجنوبي .والآن من الخليج العربي ومضيق هرمز عن طريق خدمة موانئ جنوب آسيا ( كراتشي، بومباي، ساحل مليبار، كولومبو، خليج البنغال ) ثم جنوب شرق آسيا؛
- يربط مضيق ماجلان المحيط الهادئ والمحيط الأطلسي؛
- مضيق تايوان، الذي يفصل الصين عن تايوان؛
- مضيق باس، الذي يفصل تسمانيا من ولاية فيكتوريا إلى أستراليا؛
- مضيق هرمز، الذي يربطالخليج العربي بخليج عمان؛
- مضيق باب المندب الذي يربط البحر الأحمر بالمحيط الهندي؛
- مضيق ماكيناك بين بحيرة ميشيغان وبحيرة هورون؛
- مضيق أوريسند بين الدنمارك والسويد.

## تاريخ
لعبت المَضائِقُ دورا كبيرا في مجرى التاريخ:
- دور عسكري (بدءًا من الحرب البيلوبونيسية أو الحروب البونيقية التي ضمنت سيطرة سبارتا أو روما على المضائقُ هيمنتهم).[4]
- دور تجاري ( تثبيت المدن مثل سنغافورة، تأسيس المنصات مثل مستعمرات المضائق ).
- 'دور سياحي (السواحل الفرنسية لبحر المانش حيث تم تطويرها في أوائل القرن التاسع عشر رواج حمامات البحر ونتيجة طبيعية لنشاط الموانئ وأماكن الرسو للقوارب والسكك الحديدية).[5]

تطور التجارة الدولية وانخفاض تكلفة الشحن في القرن التاسع عشر قاد القانون البحري الدولي للتشريع في ذلك الوقت على نظام المرور عبر المضيق.

## النظام الملاحي (القانوني)
البحار أو منطقة اقتصادية خالصة وجزء آخر من أعالي البحار أو منطقة اقتصادية خالصة للنظام القانوني للمرور العابر (مضيق جبل طارق، مضيق دوفر، مضيق هرمز).
ينطبق نظام المرور البريء على المضائق المستخدمة للملاحة الدولية
(1) التي تربط جزءًا من أعالي البحار أو منطقة اقتصادية خالصة مع البحر الإقليمي للأمة الساحلية ( مضيق تيران ومضيق خوان دي فوكا ومضيق بالتييسك )
(2) في المضائق التي تشكلها جزيرة لدولة على الحدود مع المضيق والبر الرئيسي إذا كان هناك في اتجاه البحر من الجزيرة طريق عبر أعالي البحار أو من خلال منطقة اقتصادية حصرية من الراحة مماثلة فيما يتعلق بالخصائص الملاحية والهيدروغرافية ( مضيق ميسينا، بنتلاند فيرث ). قد لا يكون هناك تعليق للمرور البريء عبر هذه المضائق.

## معرض

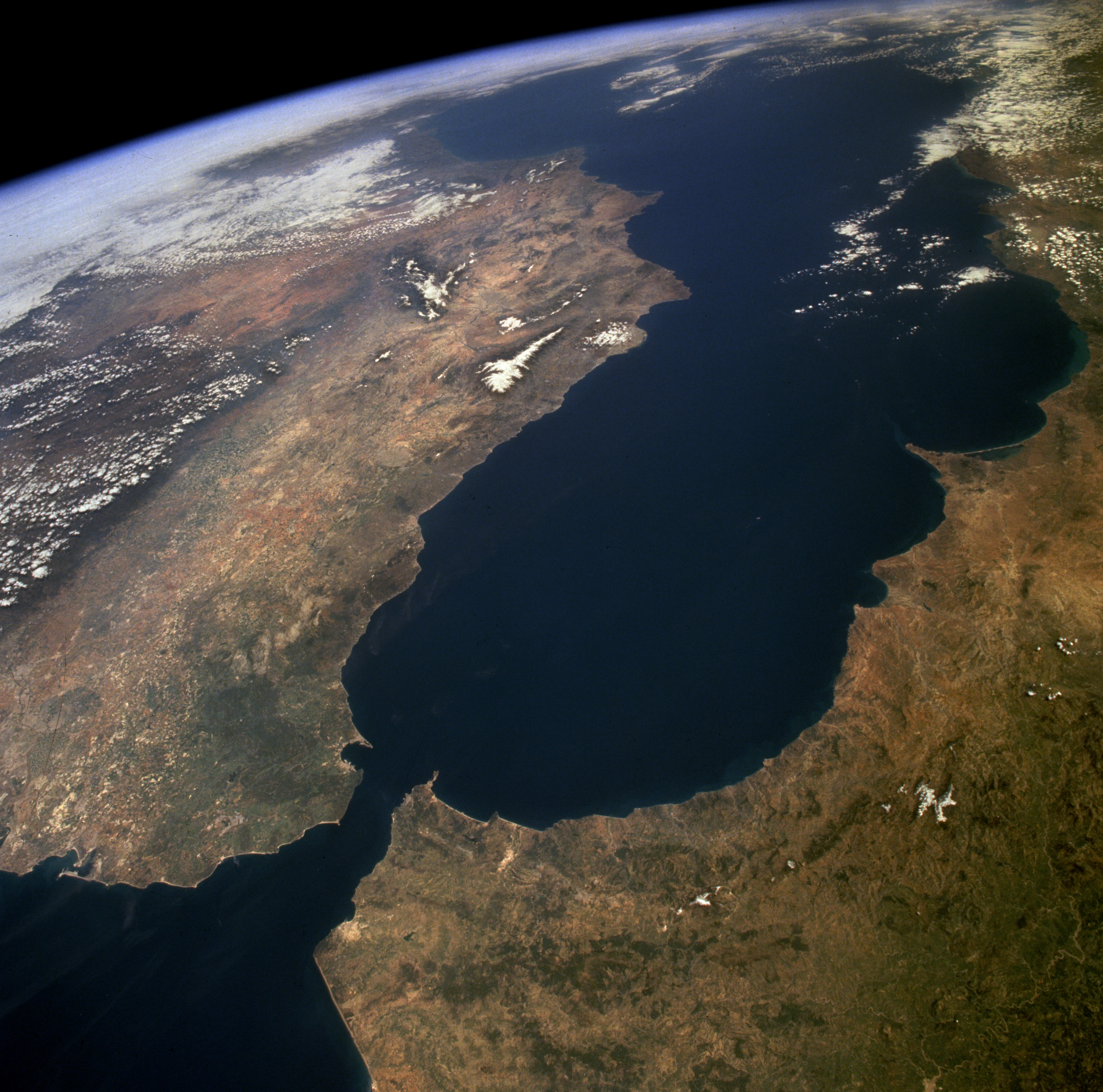
صورة فضائية لمضيق جبل طارق بين المتوسط والأطلسي
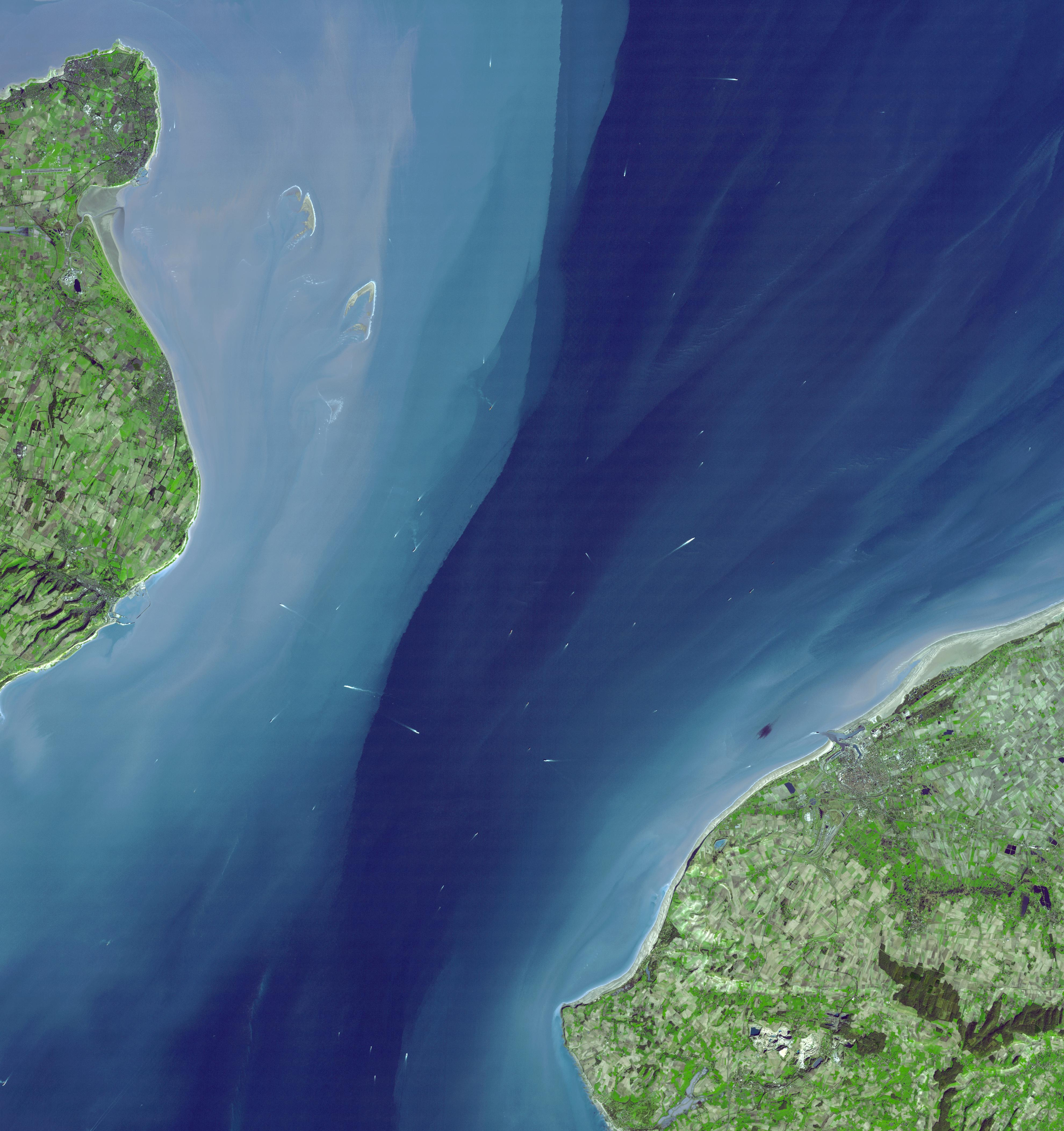
مضيق دوفر في بحر المانش
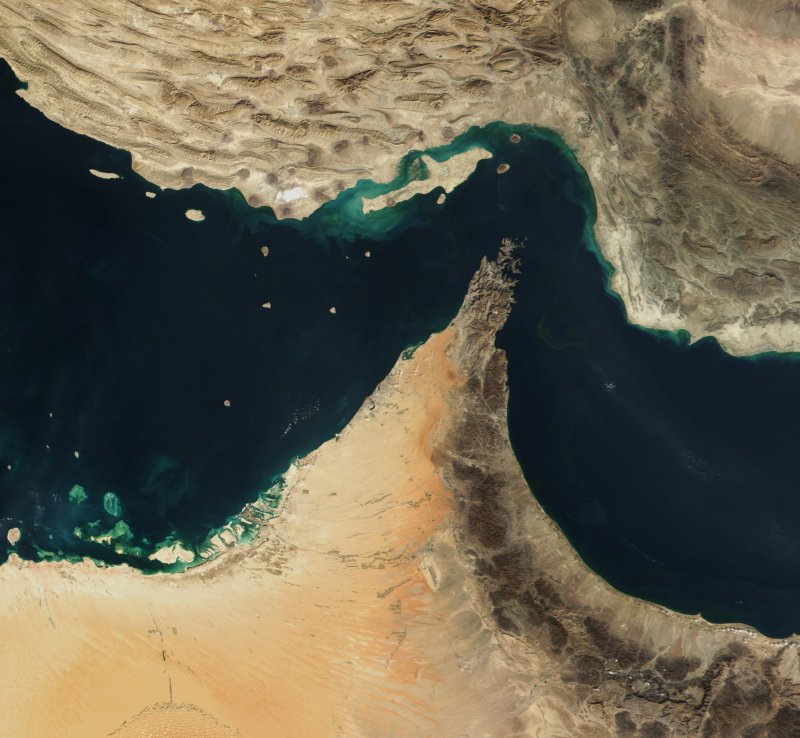
مضيق هرمز بين خليج عمان وخليج البصرة
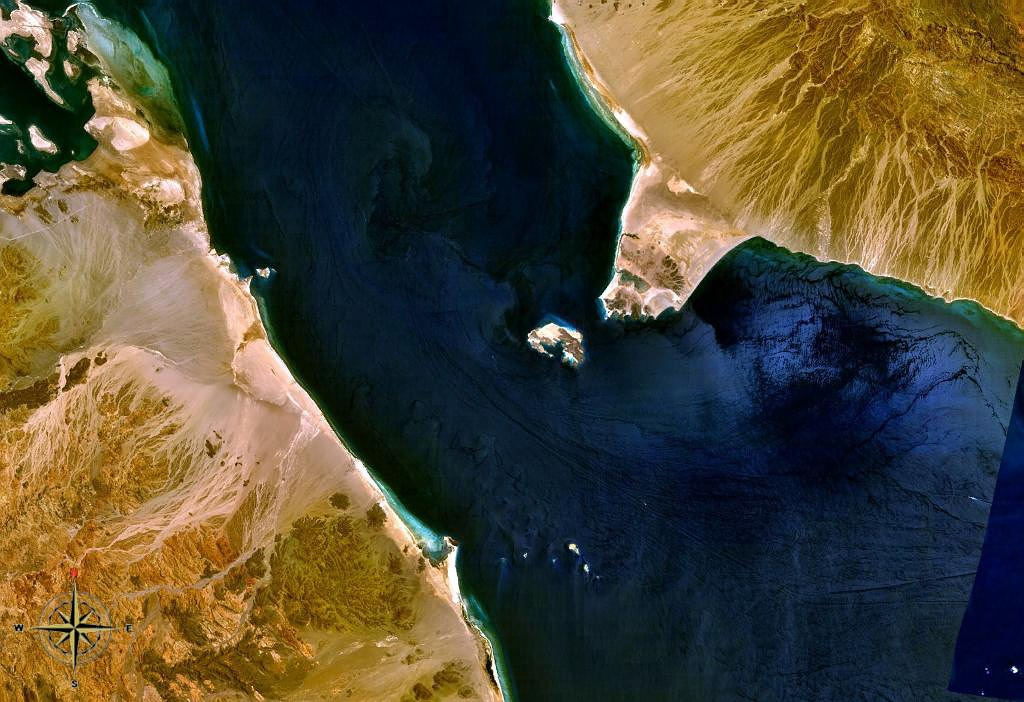
مضيق باب المندب بين الأحمر وخليج عدن
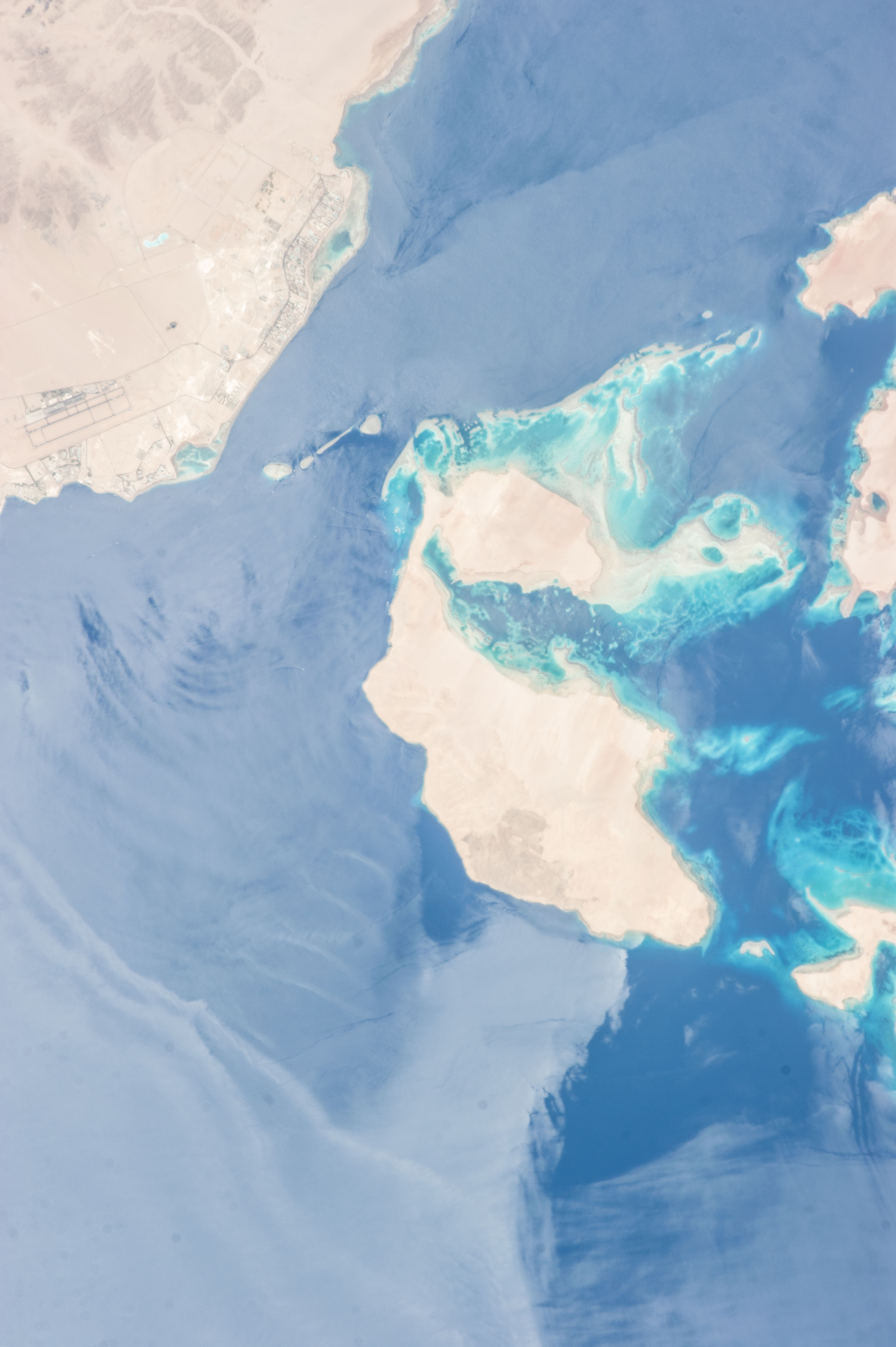
مضيق تيران في البحر الأحمر بين خليج العقبة وبقية البحر الأحمر